# Tumbo landskommun
Tumbo landskommun var en tidigare kommun i Södermanlands län.

## Administrativ historik
Kommunen inrättades i Tumbo socken i Västerrekarne härad i Södermanland när 1862 års kommunalförordningar började gälla den 1 januari 1863.
Landskommunen uppgick vid kommunreformen 1952 i Hällby landskommun vilken 1971 uppgick i Eskilstuna kommun.

## Politik

### Mandatfördelning i Tumbo landskommun 1942-1946
| 8 | 7 |

| 15 |

| 7 | 8 |

| 15 |